# A645高速公路
A645高速公路是法国的一条高速公路，始于Ponlat-Taillebourg，终于Seilhan，与A64高速相连。A645长度约6千米。该高速为2x2车道，呈南北走向，北端与A64高速公路相连，南段与125国道相接，于2004年建成通车。